# María de Luz Da Silva
María De Luz Da Silva Dos Santos (sinh ngày 10 tháng 5 năm 1990, tại Maracay, Aragua, Venezuela) là một người mẫu và là một đại diện sắc đẹp cho bang Mérida trong cuộc thi Hoa hậu Venezuela 2009 vào ngày 24 tháng 9 năm 2009. Cô kết thúc cuộc thi với vị trí Top 10 Chung cuộc. Cô đã giành được hai danh hiệu: Hoa hậu Nhân cách và Hoa hậu Ăn ảnh. Da Silva nghiên cứu thương mại quốc tế tại Đại học Simón Bolívar ở Caracas.
Cô đã tranh tài tại cuộc thi Hoa hậu Hữu nghị Quốc tế 2009, tại Vũ Hán (Trung Quốc), vào ngày 7 tháng 11 năm 2009, và được xếp vào top 15 thí sinh lọt vào vòng bán kết.

## Cuộc sống cá nhân
Từ khi còn nhỏ, Maria De Luz Da Silva thể hiện sự quan tâm của mình đối với thế giới giải trí và người mẫu. Cô gái người Venezuela này có cha mẹ Bồ Đào Nha lớn lên trong một gia đình được nuôi dưỡng tiếp xúc hàng ngày với âm nhạc, hội họa, diễn xuất và nhiều hình thức nghệ thuật khác dần dần dẫn cô khám phá món quà mà trời phú cho cô là khả năng trước ống kính và đặc biệt là một trong những đặc điểm tuyệt vời của cô là khả năng tạo ra sự đồng cảm với khán giả.
Lúc đầu, cô chia thời gian của mình giữa việc học tập tại Highschool Immaculate Conception of La Victoria và viện đào tạo người mẫu Edo Aragua ở Maracay. Nếp sống của cô bao gồm thói quen tập thể dục và một cuộc sống lành mạnh.